# Gjuro Pilar

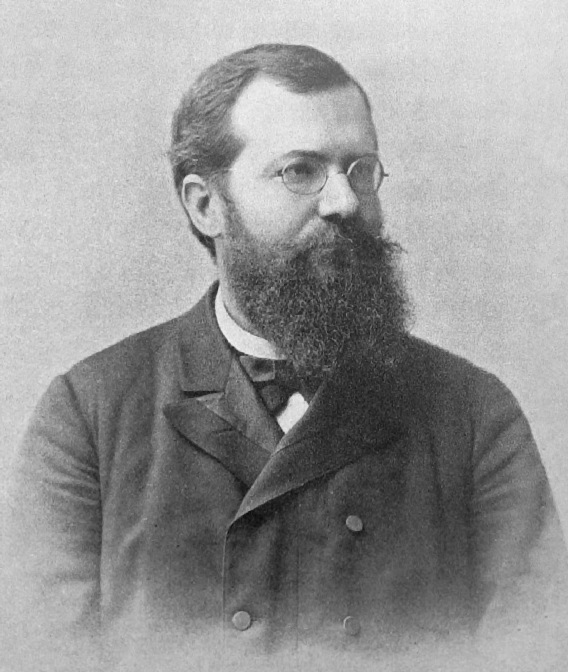
Gjuro Pilar

Gjuro Pilar (auch Đuro, Djuro, Georg) (* 22. April 1846 in Slavonski Brod, Königreich Kroatien und Slawonien; † 19. Mai 1893 in Zagreb) war ein österreichisch-ungarischer Geologe und Mineraloge.

## Leben
Pilar war Kroate, aber hatte durch seine Mutter Therese, geborene Čulić, aus Derventa einen starken familiären Bezug zu Bosnien. 
Seine Ausbildung war sehr umfangreich. Die ersten Ausbildungen erhielt er in Esseg/Osijek und Agram/Zagreb. Er besuchte zum Zweck weiterer Studien ab 1865 die Universität Brüssel (Naturwissenschaften, Dr. phil. und Habilitation), ab 1869 die Sorbonne und 1869 die École de Chimie (Chemie) in Paris. Zum Ende des Jahres 1870 begann er seine Arbeit am Nationalmuseum in Agram/Zagreb, in dem er Kustos der mineralogisch-geologischen Abteilung wurde.
Pilar begründete eine ichthyologische (Jungtertiär und Kreidezeit) und geologische Sammlung Kroatiens im Nationalmuseum.
Er erforschte im Auftrag der k.k. Geologischen Reichsanstalt im 19. Jahrhundert die geologischen Verhältnisse in Kroatien, u. a. in Slavonien (Požeganer Kessel und Gebirge). Seine Arbeiten waren von fachlicher Vielfalt gekennzeichnet. Es sind Themen der allgemeinen Geologie, Stratigraphie, Paläontologie, Petrographie, Speläologie, Seismologie und Meteorologie.
Seine Mitwirkung wurde auch 1879 bei der geologischen Übersichtsaufnahme von Bosnien-Hercegovina von Mojsisovics in Anspruch genommen, die ihre wohlwollende Unterstützung auch bei der „k[öniglichen]. croatischen Landesregierung“ fand.
Ab dem Jahr 1875 war er Professor für Mineralogie und Geologie an der neu gegründeten kroatischen Franz-Joseph-Universität zu Agram (später Rektor) und u. a. Mitglied der südslawischen Akademie der Wissenschaften und Künste zu Agram sowie in weiteren wissenschaftlichen Gesellschaften von Deutschland, der Schweiz, Frankreich und Österreich aktiv.
Eine zusammenfassende geologische Beschreibung Bosniens auf der Grundlage eigener Erkundungsreisen um 1879 gab er in seinem Bericht an die Südslawische Akademie der Wissenschaften im Jahr 1882. Darin werden von ihm neben knappen tektonischen und hydrologischen Aussagen die im bosnischen Landesteil anstehenden geologischen Systeme erläutert. Im Hauptteil beschreibt Gjuro Pilar die geologischen Verhältnisse von 15 Teilgebieten. Den Abschluss bilden einige Ausführungen zu mineralogischen Aspekten.
Seine Ergebnisse dienten bereits Edmund von Mojsisovics, der vom jungen Pilar auf Reisen durch das Land begleitet wurde, zur Beschreibung Westbosniens.
Sein Sohn Ivo war ein Politikwissenschaftler, Publizist, Jurist, Schriftsteller, Historiker und politischer Ideologe, eine bedeutende Figur in der kroatischen Kultur und Politik im ersten Drittel des 20. Jahrhunderts.

## Publikationen (Auswahl)
- Ein Beitrag zur Frage ueber die Ursache der Eiszeiten. Suppan, Agram 1876.
- Grundzüge der Abyssodynamik: zugleich ein Beitrag zu der durch das Agramer Erdbeben vom 9. Nov. 1880 neu angeregten Erdbebenfrage. Verl. d. Universitäts-Buchhandlung, Agram 1881.
- Geološka opažanja u zapadnoj Bosni. Istraživanja god. 1879. Rad jugoslav. Akad. 16. knj.; 1882.
- Jugoslavenska Akademija Znanosti i Umjetnosti U Zagrebu. 4. Flora fossilis Susedana (Susedska fosilna flora-flore fossile de Sused): descriptio plantarum fossilium quae in lapicidinis ad Nedelja, Sused, Dolje etc. in vicinitate civitatis Zagrabiensis hucusque repertae sunt. Hartman, Zagreb, 1883.